# Henrietta Watson

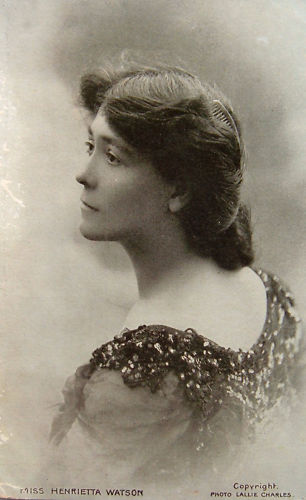
Henrietta Watson

Henrietta Watson (1873 – 1964) foi uma atriz britânica da era do cinema mudo.

## Filmografia selecionada
- The Divine Gift (1918)
- Creeping Shadows (1931)
- Jealousy (1931)
- Collision (1932)
- A Shot in the Dark (1933)
- The Pointing Finger (1933)
- Things Are Looking Up (1935)
- Barnacle Bill (1935)
- The Guv'nor (1935)
- The Cardinal (1936)
- The Brown Wallet (1936)
- The Four Just Men (1939)